# گراهام (جورجیا)
گراهام، جورجیا (به انگلیسی: Graham, Georgia) یک شهر در ایالات متحده آمریکا با جمعیت ۲۹۱ نفر است که در جورجیا واقع شده‌است.

## موقعیت جغرافیایی
موقعیت جغرافیایی شهرها و مناطق اطراف به شرح زیر است: